# 774 (číslo)
Sedm set sedmdesát čtyři je přirozené číslo. Následuje po čísle sedm set sedmdesát tři a předchází číslu sedm set sedmdesát pět. Římskými číslicemi se zapisuje DCCLXXIV a řeckými číslicemi ψοδ.

## Matematika
774 je:
- Abundantní číslo
- Složené číslo
- Nešťastné číslo

## Astronomie
- (774) Armor je planetka hlavního pásu, kterou objevil v roce 1913 Charles le Morvan

## Roky
- 774
- 774 př. n. l.